# Machilus tingzhourensis
Machilus tingzhourensis är en lagerväxtart som beskrevs av M.M.Lin, T.F.Que & S.Q.Zheng. Machilus tingzhourensis ingår i släktet Machilus och familjen lagerväxter. Inga underarter finns listade i Catalogue of Life.